# Agromyza erythrocephala
Agromyza erythrocephala är en tvåvingeart som beskrevs av Friedrich Georg Hendel 1920. Agromyza erythrocephala ingår i släktet Agromyza och familjen minerarflugor.
Artens utbredningsområde är Polen. Arten är reproducerande i Sverige. Inga underarter finns listade i Catalogue of Life.